# Copestylum peruvianum
Copestylum peruvianum är en tvåvingeart som först beskrevs av Vimmer och Victor Gerald Soukup 1938.  Copestylum peruvianum ingår i släktet Copestylum och familjen blomflugor.
Artens utbredningsområde är Peru. Inga underarter finns listade i Catalogue of Life.